# Che fine ha fatto Baby Jane? (film 1991)
Che fine ha fatto Baby Jane? (What Ever Happened to Baby Jane?) è un film per la televisione del 1991 diretto da David Greene, remake del classico Che fine ha fatto Baby Jane? diretto da Robert Aldrich nel 1962. Anche in questo caso la fonte è sempre l'omonimo romanzo di Henry Farrell. È stato ideato e prodotto da William Aldrich, figlio del regista del film originale del 1962.

## Trama
Negli anni '40, "Baby" Jane Hudson è una star bambina di fama mondiale. Jane domina la sua timida sorella Blanche, che, come controfigura di Jane, desidera avere una carriera di attrice tutta sua. Negli anni '60 Blanche è diventata un'attrice seria e celebre, mentre la carriera di Jane è declinata nell'oscurità. La carriera di Blanche viene infine interrotta da un incidente stradale che la paralizza dalla vita in giù, dopo di che Jane viene ricoverata in un ospedale psichiatrico. Tutti credono che Jane, gelosa della popolarità della sorella, l'abbia investita con la sua macchina e poi sia impazzita per il rimorso.
Al giorno d'oggi, le sorelle anziane vivono insieme in una fatiscente villa di Brentwood, dove Jane, che si veste ancora con i suoi vecchi abiti e il trucco di Baby Jane, si prende cura della paraplegica Blanche. I film di Blanche sono recentemente diventati disponibili in home video e in televisione, consentendole un modesto ritorno di popolarità. Jane è risentita sia per la duratura celebrità di sua sorella che per il suo ruolo di custode e sfoga il suo risentimento su Blanche con scherzi feroci. Intercetta tutta la posta indirizzata a sua sorella, in particolare le lettere dei fan, e ricorda costantemente a Blanche che non avrebbe mai avuto una carriera se non fosse stato per il successo di Jane. Blanche e il suo fisioterapista, Dominick, temono che gli scherzi di Jane possano diventare violenti se lei scopre che Blanche sta vendendo la casa a sua insaputa.
Sperando di poter organizzare un rilancio, Jane va in un negozio di video per vedere quali dei suoi vecchi film sono disponibili su nastro. Billy Korn, il proprietario del negozio, la riconosce come Baby Jane e si offre di gestire il suo ritorno, promettendole un ingaggio in un talent show per 1.000 dollari. Jane è d'accordo e non si rende conto che Korn è un artista della truffa e vuole solo i suoi soldi.
Tornata a casa, Blanche cerca di chiamare lo psichiatra di sua sorella, solo per far sì che Jane ascolti la conversazione e poi la attacchi fisicamente. Blanche cerca di scappare, ma Jane la chiude a chiave nella sua camera da letto al piano di sopra, lasciandola senza mezzi di comunicazione. Dopo essere rimasta affamata per giorni, Blanche fruga nei cassetti della camera da letto di Jane in cerca di cibo e scopre che ha falsificato la sua firma sugli assegni per rubarle i soldi. Dominick arriva per la sua sessione di fisioterapia e scopre che Jane ha legato e imbavagliato sua sorella con del nastro adesivo. Mentre sta tentando di liberarla, Jane pugnala a morte Dominick con un paio di forbici e nasconde il suo corpo nella sala di proiezione del seminterrato.
Jane è sconvolta nell'apprendere che il "talent show" organizzato da Korn è in realtà una rivista drag, in cui lo stesso Korn è vestito da Blanche. Quando provano a eseguire un duetto della loro infanzia, il pubblico mette in ridicolo l'aspetto di Jane e il suo scarso talento nel canto, provocandole una crisi nervosa che la costringe a lasciare il palco. Korn si reca alla villa e trova Blanche, legata e imbavagliata, prossima alla morte. Jane lo pugnala a morte con un trofeo rotto.
Jane mette Blanche nella sua macchina e va alla spiaggia, luogo dei ricordi più belli della loro infanzia. Blanche ammette che stava guidando l'auto la notte dell'incidente, ma aveva permesso a Jane di prendersi la colpa. Si scusa per non aver mai detto la verità a Jane e le due si riconciliano momentaneamente. La polizia arriva e trova Blanche priva di sensi e prossima alla morte. Mentre chiedono aiuto via radio, Jane entra in mare, tentando il suicidio prima che un agente di polizia la trascini fuori. L'ultima inquadratura mostra il volto sorridente di Jane mentre va volontariamente verso i poliziotti.